# Nakáda II.
Nakáda II, též gerzská kultura nebo zkráceně gerzean podle naleziště Gerza, byla eneolitická archeologická kultura v Horním Egyptě od 3600/3500 do 3300/3200 před Kr.
Okolo 3600/3500 před Kr. došlo k prudkému rozvoji nakádské kultury. Původně se předpokládalo, že šlo o důsledek cizího vpádu, ale chybějí jakékoliv důkazy násilného průniku jiné kultury. Naopak, Nakáda II navazuje na Nakádu I a lze v ní bez problémů rozeznat staroegyptskou kulturu. Dvěma hlavními centry jsou Nakáda a Nechen (Hierakonpolis), kde se možná nacházelo sídlo předdynastických králů. Pravoúhlé domy se základy ze sušených cihel, vysoko rozvinutá řemesla, zpracovávání mědi, zlata a elektronu, luxusní předměty z obsidiánu a lapis lazuli. Styky s Mezopotámií, které z části podnítily další rozvoj včetně vzniku písma – hieroglyfů.

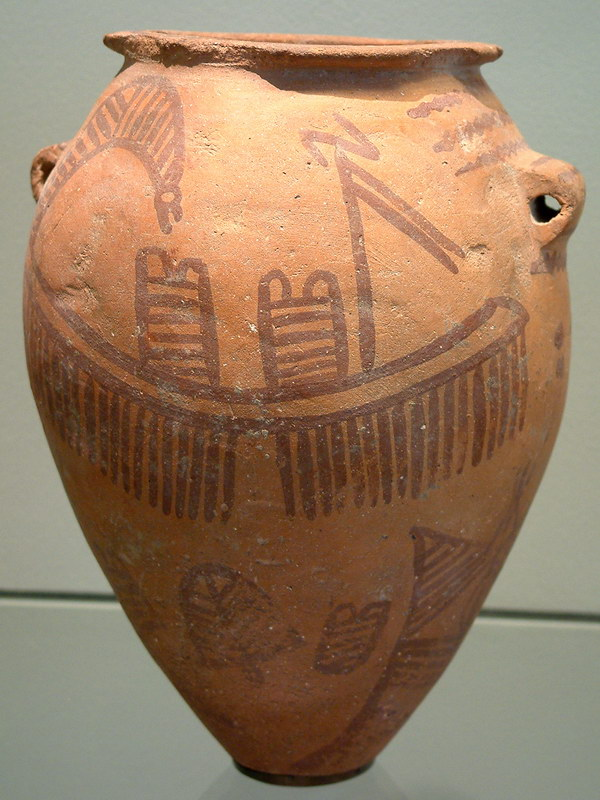
Typická keramika z období Nakáda II s výjevem lodi s kabinami a standartou, muzeum v Louvru

Tato kultura se rozšířila ze svého centra v okolí lokality Nakáda na sever do Nilské delty a na jih do Núbie. V Dolním Egyptě však převládala kultura Maadí.
V Horním Egyptě se s touto kulturou nacházela tři velká střediska – Nakáda, Nechen (Hierakonpolis) a Abydos. Kolem Nilu však existovalo množství menších osad.

## Hroby
Pokračovalo pohřbívání význačných jedinců do větších a stavebně složitějších hrobů, které započalo během období Nakáda I. Tyto hroby byly rozčleněny přepážkami ze sušených cihel s odděleními pro obětiny. Objevují se náznaky balení zemřelého do pruhů plátna (začínající balzamování) a skupinové pohřby. Chudší vrstvy však byly i nadále pohřbívány do malých oválných jam spoře vybavených obětními dary.

## Keramika
Vyráběla se keramika s hrubým povrchem, používaná jako užitková, a slínová keramika z vápenité hlíny, pocházející pravděpodobně z pouštních wádí. Tato keramika byla používána jako obětní dar a byla zdobena okrově hnědou nebo rudou výzdobou na smetanově bílém podkladu. Převládajícím motivem výzdoby byla loď s kajutami a standartami. Objevují se zvlněná ucha.

## Další výrobky

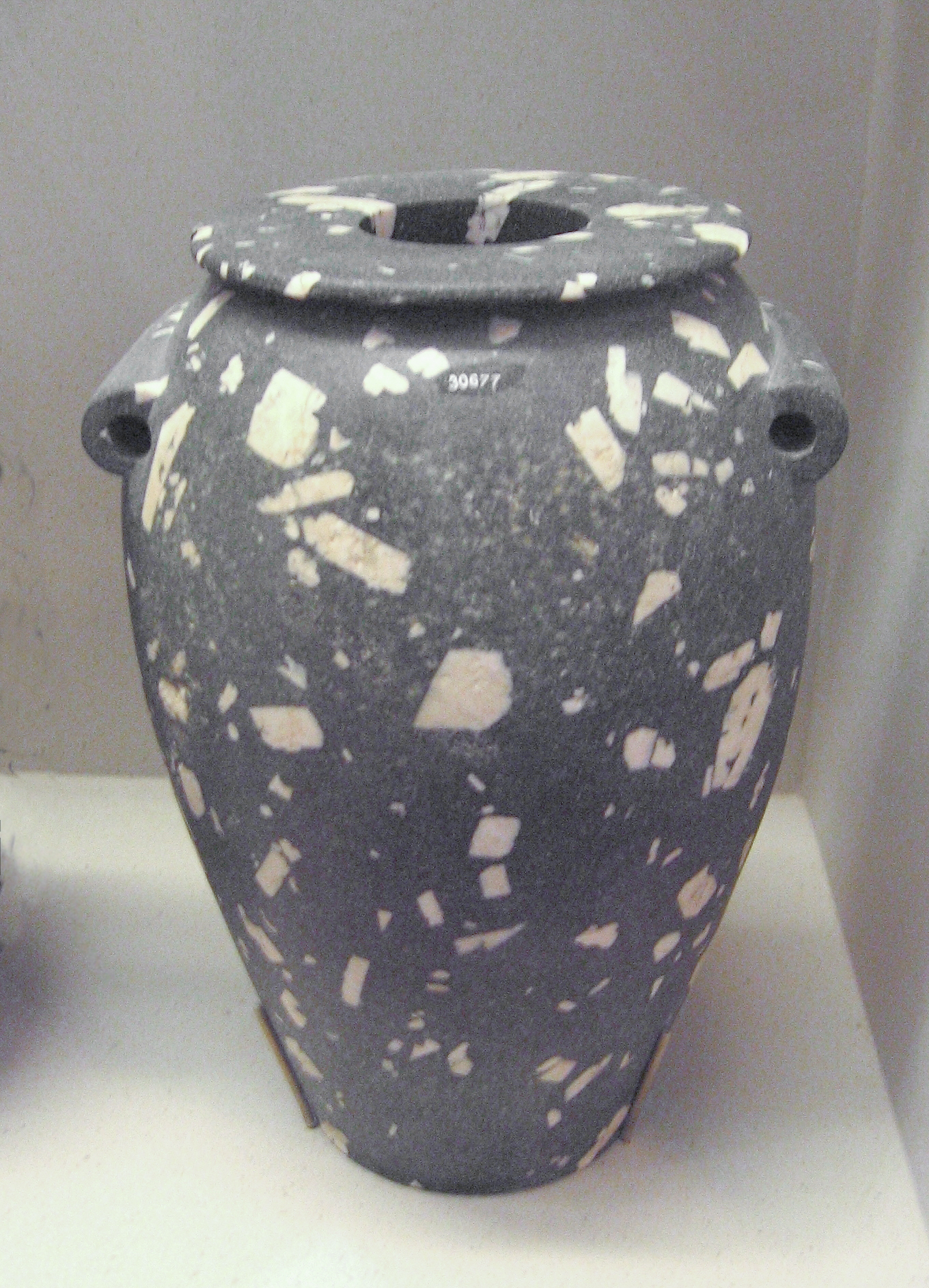
Dioritová váza z období Nakády II, výška asi 30 cm.

V tomto období došlo k rozvoji technologií těžby a opracování kamene, z něhož byly vyráběny kamenné nádoby.
Kosmetické palety nabývají jednoduchých pravoúhlých a kosodélníkových tvarů, ale začínají být zdobeny reliéfy. Zlepšilo se zpracování mědi, z níž začaly být vyráběny též sekery, čepele, náramky a prsteny.
V této době se stává symbolem moci kamenná nebo hliněná palice, která je později typickou zbraní, kterou drží vítězný faraon 

## Hospodářství
Kromě produktů pěstovaných v předchozím období se pěstoval navíc len, vodní melouny a datle. Domestikován byl pes.